# Pirati s Kariba: Nepoznate plime
Pirati s Kariba: Nepoznate plime (Pirates of the Caribbean: On Stranger Tides) je pustolovni pomorski ep, četvrti u Disneyevom filmskom serijalu Pirati s Kariba. Kao i u prethodnim nastavcima, glavnog lika kapetana Jacka Sparrowa utjelovio je Johnny Depp, a u ostalim ulogama pojavljuju se Penelope Cruz, Ian McShane i Geoffrey Rush. Film je režirao Rob Marshall, a producirao poznati Jerry Brukcheimer. Radnja filma je djelomično utemeljena na istoimenom romanu Tima Powersa, Na čudnijim plimama. Film je prvi u serijalu u kojem se pojavljuju stvarne, povijesne osobe i prvi kojeg nije režirao Gore Verbinski.
Premijera filma održana je u Disneylandu na Floridi 7. svibnja, a nakon toga uslijedila je turneja po Europi koja je započela svečanom premijerom na filmskom festivalu u Cannesu, a nastavila se u Londonu, Münchenu, Madridu i Moskvi. U Hrvatskoj je film u kinima zaigrao 19. svibnja, dan prije nego u SAD-u, u čak 15 različitih gradova, na preko 30 ekrana i u pet različitih formata (35mm, Disney digital 2D, Disney digital 3D, RealD 3D i IMAX 3D) što predstavlja dosadašnji rekord. U prva četiri dana prikazivanja pogledalo ga je skoro 30 tisuća ljudi. Njegova zarada u Americi u prvom vikendu prikazivanja prešla je brojku od 90 milijuna dolara, dok je sveukupno u svijetu film zaradio 350,1 milijun dolara čime je zasjeo na treće mjesto najboljih kino otvaranja svih vremena, iza filmova Harry Potter i princ miješane krvi (394 milijuna) i Spider-Man 3 (381,6 milijuna).

## Radnja
1750., španjolski kralj Ferdinand (Armesto) šalje ekspediciju u potragu za legendarnim Izvorom mladosti. Istodobno, piratski kapetan Jack Sparrow (Depp) nađe se u Londonu, gdje bude uhićen od britanskih vlasti. No ubrzo ga odvode pred samog kralja Georgea II. (Griffiths), koji mu ponudi da predvodi ekspediciju u potrazi za Izvorom, jer ne želi da ga se Španjolci dokopaju. No kako bi pri tome morao raditi s Barbossom (Rush), čovjekom koji mu je ukrao brod, i koji je sada kraljevski gusar, Jack odbija i spektakularno bježi iz Kraljevske palače. No nedugo zatim, Jack naiđe na Angelicu (Cruz), svoju staru ljubav, koja ga prisilno ukrcava na Osvetu kraljice Anne, brod čuvenog pirata Crnobradog (McShane), koji je njezin otac. Ne znajući da li Angelicu pokreće ljubav ili samo beskrupulozna želja za pronalaženjem Izvora mladosti, Jack se nađe u neočekivanoj pustolovini u kojoj ne zna treba li se više bojati Crnobradog, ili Angelice.

## Razvoj
Nakon završetka snimanja trećeg filma, Pirati s Kariba: Na kraju svijeta, Orlando Bloom i Keira Knightley, koji su glumili Willa Turnera i Elizabeth Swann u prva tri filma; su izjavili da ne žele ponavljati svoje uloge. Mackenzie Crook, koji je glumio Ragettija u prva tri filma neće ponavljati svoju ulogu. Johnny Depp i Geoffrey Rush su pristali ponoviti svoje uloge Jacka Sparrowa i Hectora Barbosse. Novi glumci u serijalu su Ian McShane, koji će glumiti čuvenog pirata Crnobradog, te Penélope Cruz.
25. rujna 2008. Depp je službeno objavio da je pristao glumiti Jacka Sparrowa u četvrtom filmu. No u rujnu 2009. kompaniju Disney je napustio Dick Cook, dugogodišnji zaposlenik kompanije, jedan od rijetkih koji su podupirali Deppa u njegovoj izvedbi Jacka Sparrowa tijekom snimanja prvog filma, te se Deppova vjera u ponavljanje uloge duboko smanjila. Na kraju je ipak pristao glumiti ali tek nakon što mu je kao honorar obećano 55 milijuna dolara.
U listopadu 2009., Tim Powers, autor pustolovno-fantastičnog romana "On Stranger Tides"/"Na čudnijim plimama", potvrdio je da je 2007. prodao prava na svoj roman kompaniji Disney, te da će radnja romana biti prilagođena scenariju za film. Zbog toga je četvrti film i nazvan "On Stranger Tides", iako će film u Hrvatskoj biti prikazivan pod nazivom "Nepoznate plime". Postoje i glasine da će se i sam Powers pojaviti u filmu u manjoj ulozi. Dio snimanja filma bit će izveden na Havajima.
Keith Richards, koji je u trećem filmu glumio kapetana Teaguea, oca Jacka Sparrowa, ponovit će ulogu i u ovom filmu. Po nekim glasinama, Mick Jagger se trebao pridružiti Richardsu u ulozi "piratskog starješine", ali se to pokazalo pogrešno.
U travnju 2010. francuska glumica Astrid Bergès-Frisbey je izabrana za ulogu morske sirene s imenom Syrena.
Po nekim scenama sa snimanja, britanski vojnici će progoniti Jacka Sparrowa usred Londona.
U jednom intervjuu u svibnju 2010. Jerry Bruckheimer je objavio da će se Kevin McNally vratiti u ulozi Joshamee Gibbsa, Sparrowljevog prvog časnika.
Brod Sunset koji je korišten u drugom i trećem filmu kako bi odglumio Crni biser, za potrebe ovog filma je preuređen kako bi odglumio Osvetu kraljice Anne, brod Crnobradog.
U srpnju 2010. Johnny Depp je, obučen kao Jack Sparrow, jednim video snimkom poručio obožavateljima da u filmu mogu očekivati "zombije, koljače, sirene, i Penelope Cruz" što je razlog zašto on ne ide na to putovanje.
Početkom rujna 2010. objavljen je sadržaj uvodne scene filma po kojoj će se Španjolci baciti u potragu za Izvorom mladosti nakon što pronađu 200 godina starog mornara koji je plovio s konkvistadorom Juanom Ponce de Leónom.
Snimanje filma završeno je 19. studenoga 2010. Službena video najava trebala je biti objavljena 17. prosinca 2010. ali je objavljena 13. prosinca 2010.

## Uloge
- Johnny Depp - Jack Sparrow, bivši piratski kapetan Crnog bisera, u potrazi za Izvorom mladosti.
- Geoffrey Rush - Hector Barbossa, bivši piratski kapetan Crnog bisera, sada savjetnik na dvoru kralja Georgea II., kraljevski gusar u službi Britanske ratne mornarice, i zapovjednik broda HMS Providence.
- Ian McShane - Edward Teach Crnobradi, legendarni pirat, u potrazi za Izvorom mladosti, kapetan broda Osveta kraljice Anne.
- Penélope Cruz - Angelica, Crnobradova kćer i prvi časnik na njegovom brodu.
- Astrid Bergès-Frisbey - Syrena, mlada sirena
- Kevin McNally - Joshamee Gibbs, Jackov prijatelj i bivši prvi časnik na Crnom biseru.
- Sam Claflin - Philip Swift, mladi misionar, rob Crnobradog.
- Óscar Jaenada - Španjolac, najpovjerljiviji agent kralja Ferdinanda.
- Greg Eliss - poručnik Theodore Groves, časnik Britanske mornarice
- Damian O'Hare - poručnik Gillette, časnik Britanske mornarice
- Stephen Graham - Scrum, pirat, član posade Osvete kraljice Anne.
- Richard Griffiths - britanski kralj George II.
- Sebastian Armesto - španjolski kralj Ferdinand VI.
- Keith Richards - Edward Teague, otac Jacka Sparrowa.
- Anton Lesser - Lord John Carteret.
- Roger Allam - Henry Pelham, premijer Velike Britanije.
- Gemma Ward - Tamara, sirena
- Gerard Monaco - španjolski kapetan
- Yuki Matsuzaki - pirat, član posade Osvete kraljice Anne.
- Paul Bazely - nepoznata uloga
- Richard Thomson - pirat, član posade Osvete kraljice Anne.
- Robbie Kay - brodski mali, član posade Osvete kraljice Anne.
- Derek Mears - nepoznata uloga
- Luke Roberts - nepoznata uloga